# Markus Baumeister
Markus Baumeister (Altötting, 24 maggio 1975) è un attore tedesco.

## Biografia
Tra il 1996 e il 1997, si forma presso la Scuola di Recitazione Max Reinhardt di Vienna e, dal 1998 al 2002, studia all'Accademia di Arte Drammatica Ernst Busch di Berlino. Interpreta, tra il 2007 e il 2008, il ruolo di Henning Reichenbach, nella soap opera di ZDF La strada per la felicità.

## Filmografia

### Televisione
- Der Prämienstier, regia di Werner Asam (2005)
- Zeit der Fische, regia di Steffi Kammermeier (2005)
- München 7 – serie TV, 11 episodi (2004-2006)
- Die Hölle von Verdun, regia di Stefan Brauburger e Oliver Halmburger (2006)
- La strada per la felicità (Wege zum Glück) – serial TV, 204 puntate (2007-2008)
- Komödienstadel - Endstation Drachenloch, regia di Werner Asam (2009)
- Die Rosenheim-Cops – serie TV, episodio 10x15 (2011)